# Autostrada A59 (Holandia)
Autostrada A59 (nl. Rijksweg 59) – holenderska autostrada przebiegająca równoleżnikowo od skrzyżowania z drogą N57 do węzła Paallgraven (A50).

## Trasy europejskie
Na odcinku wspólnym z autostradą A16 biegnie trasa europejska E19.